# Francesco Maurolico
Francesco Maurolico of Maruli (Messina, 16 september 1494 – aldaar, 22 juli 1575) was een mathematicus, fysicus, ingenieur, astronoom en historicus in het koninkrijk Sicilië, dat deel uitmaakte van het Spaanse Rijk. Maurolico was benedictijner abt van de Santa Maria del Parto in Castelbuono (vanaf 1552); de huidige naam van de abdij is Santuario di San Guglielmo. 
Maurolico was hoogleraar wiskunde aan de universiteit van Messina vanaf 1569. Maurolico publiceerde zijn werken in het Latijn. Zelf was hij Griekstalig. Hij vertaalde Griekse auteurs naar het Latijn. Maurolico was een van de Siciliaanse humanisten in de tijd van de Contrareformatie in de Roomse Kerk.

## Naam
De familienaam die zijn vader droeg was Maruli. Als onderzoeker latiniseerde hij zijn familienaam tot Mauro Lycio of Mauro Lyco of in één woord Maurolycius, Maurolycus of Maurolicus. Omwille van de wijzigende bijnaam werd hij gemakshalve genoemd Francesco van Messina.

## Levensloop

### Jeugdjaren
De familie Maruli was het ter ziele gegane Byzantijnse Rijk ontvlucht. Een deel van de familie belandde in de republiek Venetië en de ouders van Francesco Maruli vestigden zich in de havenstad Messina, een stad die economische bloei kende in de 16e eeuw. De taal in het gezin was Grieks.
Zijn vader was Antonio Maruli, een medicus van opleiding doch werkzaam als muntmeester in de Munt van Messina. Francesco Maruli groeide op in de humanistenschool die opgericht was door de Byzantijnse geleerde Konstantinos Lascaris. Hij bekwaamde zich in de filosofie, biologie, astronomie en wiskunde. Als kind overleefde hij de pestuitbraak in Messina in de jaren 1500-1501. Zowel zijn vader als zijn moeder onderwezen hem; dit vond eveneens plaats door Francesco Faraone, een priester uit Messina. In 1521 werd hijzelf tot priester gewijd.

### Bestuur van keizer Karel V
Maurolico vertaalde Griekse werken van wetenschappers vooral de wiskundige Euclides en diens werken Sfera en Elementa. Door zelfstudie verwierf hij eruditie in verschillende wetenschappelijke disciplines: van geografie tot geschiedenis, van astronomie tot bouwkunde, alsook mechanica en optica. Voor astronomische observaties bepleitte hij het gebruik van wiskundige berekeningen, waarbij hij steunde op het werk van Euclides. Maurolico had inkomsten door als private leraar les te geven in Messina. Hij verbleef enkele jaren in Rome in de jaren 1520.
Na de overwinning in de Slag om Tunis (1535) deed keizer Karel V, die ook koning van Sicilië was, Messina aan. Maurolico schreef voor hem lovende verzen tijdens de ontvangst. Maurolico genoot financiële steun van een lokale edelman, Simone II Ventimiglia (1529-1560), markies van Geraci en prins van Castelbuono, waar Maurolico later abt werd. De dure kostprijzen van het boekdrukken schoot deze markies hem voor. Een dertigtal wetenschappelijke boeken van zijn hand zijn bewaard gebleven.
In 1548 stichtte paus Paulus III de universiteit van Messina; onderkoning Juan de Vega was de bezieler ervan. De universiteit stond onder bestuur van de jezuïeten. Maurolico mocht er wiskunde doceren. In deze periode verbleef hij op het kasteel van de markies van Geraci, waar hij in de toren astronomische observaties mocht doen.
Als ingenieur bouwkunde ontwierp hij plannen voor kerken, fonteinen en forten. Zijn grootste bouwwerk was de uitbouw van het Fort San Salvatore in Messina. De zo goed als autonome Senaat van Messina steunde Maurolico in de bouw van deze fortificaties. De markies van Geraci was jaren gouverneur van Messina. Maurolico bood eveneens zijn diensten aan aan de Munt van Messina. Tevens legde hij zich toe op de geschiedschrijving van Sicilië. Eén werk van hem is niet in het Latijn maar in het Italiaans geschreven: La descrittione dell’isola di Sicilia (1546). Het combineert kunsthistorische beschrijvingen met historische feiten en zelfs autobiografische feiten.
Priester Maurolico trad binnen tot de orde der benedictijnen in 1550, niettegenstaande zijn goede relaties met de jezuïeten op Sicilië. Hij heeft heel zijn leven geweigerd om toe te treden tot de jezuïeten evenwel. Twee jaar later werd hij in de kathedraal van Messina gewijd tot abt van Santa Maria del Parto in Castelbuono, waar markies Simone II Ventimiglia prins was. Castelbuono ligt nabij Palermo. Maurolico verbleef in de jaren 1550 in Castelbuono in zijn abdij. Nadien keerde hij terug naar Messina en werd titulair abt.

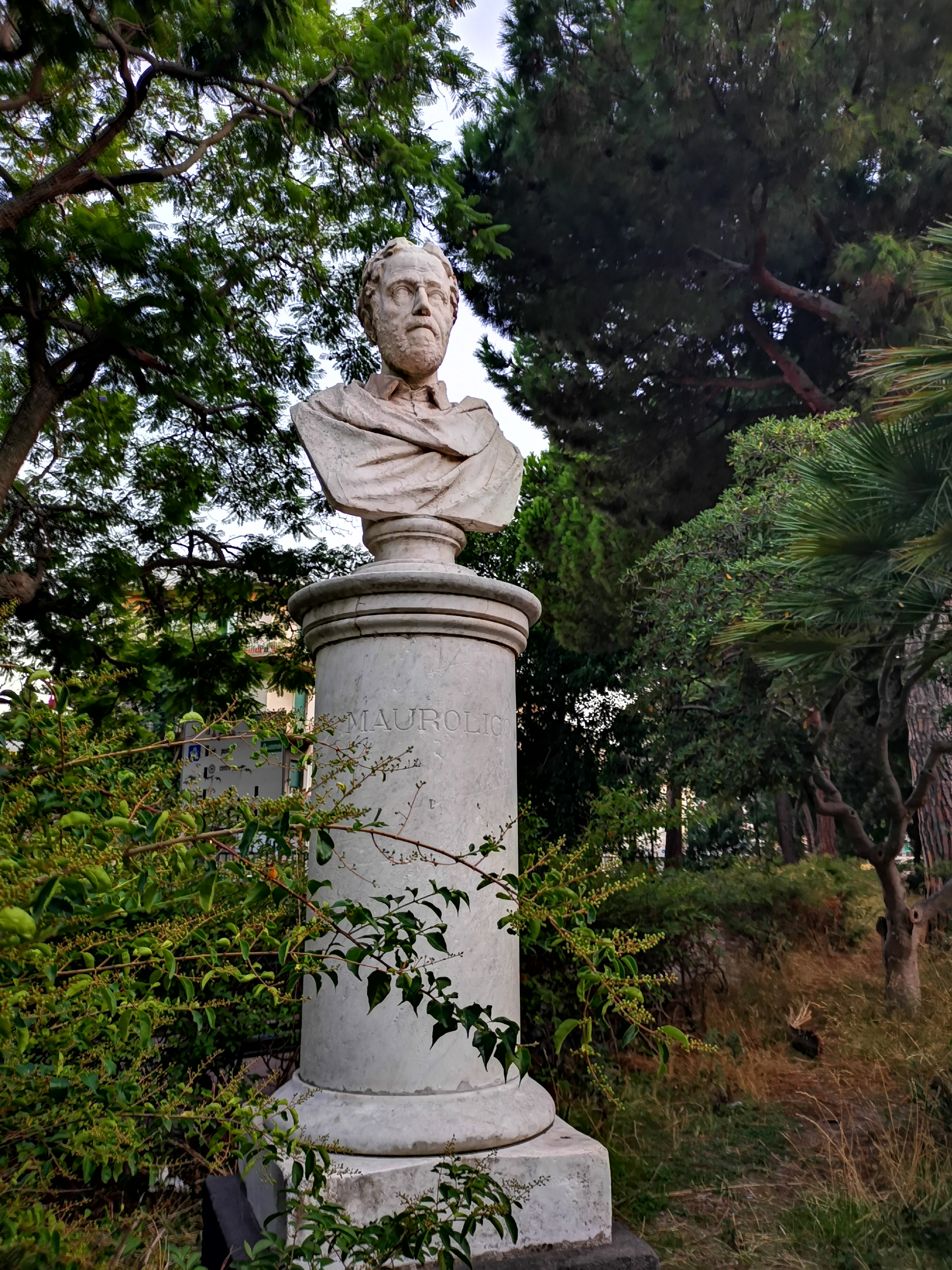
Stadspark Maurolico in Messina, met buste

### Bestuur van koning Filips II
In 1569 werd Maurolico benoemd tot hoogleraar wiskunde aan de universiteit van Messina. Voor Karels opvolger, koning Filips II van Spanje, tekende Maurolico aardrijkskundige kaarten die op de schepen meegenomen werden naar de Slag bij Lepanto (1571). Hij gaf les aan veldheer Juan van Oostenrijk, de latere landvoogd der Nederlanden, over routes om naar het oosten te varen (1571).
In zijn boek Photismi de lumine et umbra (1574) beschreef Maurolico, als een van de eerste wetenschappers, de functie van de ooglens in het breken van het licht. Hij observeerde het fenomeen van lensaccommodatie. Het boek gaf ook een verklaring over hoe een regenboog ontstaat.
Als astronoom observeerde Maurolico in het sterrenbeeld Cassiopeia een supernova (1572). 
In zijn boek Arithmeticorum Libri Duo (1575) ontwikkelde hij het wiskundige principe van Volledige inductie. Het boek viel op door het gebruik van letters en niet van getallen in de wiskundige stellingen. Het kleinere werk Opuscula mathematica (1575) handelde over de berekening van het zwaartepunt in lichamen zoals de piramide en de paraboloïde.
Maurolico stierf tijdens de pestepidemie van 1575. Abt-hoogleraar Maurolico werd ten grave gedragen in de kerk Chiesa di San Giovanni di Malta in Messina, een kerk die destijds toebehoorde aan de Ridderorde van Malta.

## Eerbewijzen
- In Messina is het Maurolico Park naar hem genoemd. In dit stadspark staat een marmeren borstbeeld dat hem voorstelt.
- De maankrater Maurolycus is naar hem genoemd door de jezuïet en astronoom Giovanni Battista Riccioli (1651).
- In de 19e eeuw werd het Koninklijk College of Regio Liceo opgericht in Messina. Deze school voor voortgezet onderwijs draagt eveneens zijn naam: Liceo classico Francesco Maurolico.